# Убить с интригой
«Убить с интригой» (англ. To Kill with Intrigue, кит. трад. 劍花煙雨江南, упр. 剑花烟雨江南, палл. Цзянь хуа янь юй цзян нань), также известный как «Сильнее смерти» — художественный фильм с участием Джеки Чана, снятый режиссёром Ло Вэем. Экранизация одного из произведений Гу Луна. Съёмки проходили в Южной Корее. Сюжет фильма разворачивается вокруг Сяо Лэя, который прибывает в поисках своей беременной возлюбленной после того, как группа бойцов расправилась с его кланом.

## Сюжет
Лэй Цифэн на банкете в своей резиденции принимает поздравления по случаю своего шестидесятилетия.
Цянь-цянь — одна из придворных девушек резиденции семьи Лэй, влюбившаяся в Сяо Лэя, сына Лэй Цифэна. На одном из свиданий парень прогоняет и в ответ на новость о её беременности даёт ей пощёчину, после чего та убегает.
Сяо Лэй приходит на юбилей отца и вынуждает гостей разойтись по домам. Свои действия он объясняет отцу тем, что желал спасти приглашённых от смерти: в резиденцию собирались ворваться люди клана Пчёл и уничтожить хозяев в ответ на то, что пятнадцать лет назад Лэй Цифэн перебил многих людей клана. Цифэн просит сына уйти, чтобы род Лэй не прекратился на, что тот отвечает новостью о беременности Цянь-цянь. Сяо Лэй и его мать выражают желание остаться в то время, как глава семейства призывает выпроводить всех придворных из резиденции.
Цянь-цянь, убегая вдаль, со слезами на глазах вспоминает о времени, проведённом с возлюбленным.
Меченосцы резиденции убеждают хозяина позволить им остаться и биться с незваными гостями. В это время возвращаются четверо гостей и падают замертво, а дротики в их телах указывают на банду Пчёл. Гаснет свет, а на стенах показываются люди из банды Пчёл. Во двор влетают гробы, из которых вылезают пятеро главных убийц. Вспыхивает противостояние двух сторон. Сяо Лэй бьётся с предводительницей после того, как той удаётся убить Цзифэна и его жену. Приставив наконечник меча к горлу соперницы, парень узнаёт, что её отец чуть не убил её, когда ей было пять лет. Видя, что Сяо Лэй колеблется, глава Пчёл вырубает его.
Сяо Лэй просыпается в лесу. В этот момент появившаяся соперница сообщает, что не убьёт его, чтобы тот мучился до конца своих дней, и уходит.
Неизвестные бандиты пытаются схватить блуждающую Цянь-цянь, но на помощь подходит Цзиньчуань, близкий друг Сяо Лэя, которого тот попросил присмотреть за его беременной девушкой. Находясь под опекой спасителя, девушка предлагает уехать подальше в надежде забыть о своём прошлом. Двое перебираются в гостиницу.
Прибывая в поисках своей возлюбленной, Сяо Лэй приходит в хижину Цзиньчуаня, но никого там не находит. Придя в хижину к Сяо Лэю, глава Пчёл сообщает, что его девушка с Цзиньчуанем, и советует не тратить на поиски своё время. Сяо Лэю при этом кажется, что перед ним Цянь-цянь и по этой причине ложится с ней в постель. На утро к спящему Сяо Лэю залезают трое неизвестных и нападают. На вопрос, зачем им это, один из троих заявляет, что им заплатил его друг, которого Сяо Лэй предал. Парню удаётся убить одного из них, но, тем не менее, двое оставшихся валят противника на землю с помощью ядовитого дыма. Заказчик убийства и помощник главы эскорта «Летающий дракон», Оуян Цзи, видя лежащего на земле, признаёт ошибку, поскольку ожидал увидеть Цзиньчуаня. Наёмники намереваются забрать и наказать парня за убийство соратника, но глава эскорта, Четвёртый Дракон, против. В разразившейся схватке глава эскорта наносит ранения наёмникам, после чего те уходят, обещая отомстить. Четвёртый Дракон рассказывает Сяо Лэю, что пять месяцев назад с его эскортом путешествовал Цзиньчуань, а затем исчез с ценным грузом губернатора. Парень не желает становиться друзьями и уходит.
Юноша бродит по округе. Снова перед ним оказывается предводительница Пчёл и сообщает, что Четвёртый Дракон похоронил его родителей. На вопрос о местонахождении Цянь-цянь, девушка не даёт ответа, из-за чего Сяо Лэй убегает искать дальше. Дин Цяньянь (она впервые называет своё имя) выкрикивает ему вдогонку, что возмущена отсутствием внимания с его стороны.
Цзиньчуань заботится о девушке Сяо Лэя. Она всё ещё переживает по поводу недавних событий.
Четвёртый Дракон, сидя в таверне, намеревается расформировать свой эскорт, но помощники отговаривают его. Пришедший к ним Сяо Лэй сообщает, что выполнит любую их просьбу. Выпивая, Сяо Лэй замечает старика с зонтом, сидящего около таверны, а затем сообщает, что останется с эскортом.
В пути эскорт делает привал, но в поле зрения членов охраны попадает всё тот же старик. В ходе беседы члены эскорта выясняют, что у незнакомца есть подарок для Четвёртого Дракона. Им оказывается свиток с изображением смерти дракона. Старик называет себя членом клана Кровавого дождя, и тут же эскорт окружают бойцы «дождя». На предложение старика сдаться Сяо Лэй, назвав себя Пятым Драконом, выходит биться с незваными гостями. В итоге храбрец убивает нескольких человек, но сам получает серьёзные ранения. В этот момент появляется Цяньянь и добивает остальных бойцов «дождя», включая старика. Сяо Лэй теряет сознание. Героиня выражает желание забрать парня с собой, но, получив отказ Четвёртого Дракона, советует не идти против неё и удаляется.
Цзиньчуань сообщает Цянь-цянь, что усадьба семьи Лэй разрушена, а Сяо Лэй, вероятнее всего, мёртв. Цзиньчуань сообщает о своём отъезде по делам и по просьбе Цянь-цянь берёт её с собой.
Четвёртый Дракон не знает как вылечить Сяо Лэя после обращения к местным врачам. Появившаяся Цяньянь хочет спасти героя, но только если тот отправится с ней. Видя неудачную попытку своего помощника противостоять гостье, глава эскорта принимает выдвинутые условия. Цяньянь, забрав тело раненного, выражает сомнение в способности спасти его в разговоре со своей прислугой.
Четвёртый Дракон и Оуян Цзи приходят в резиденцию губернатора. Чиновником оказывается Цзиньчуань. Прибывшие приходят к выводу, что он ещё и тайный предводитель клана Кровавого дождя. Цзиньчуань объясняет, что в попытке подчинить себе все влиятельные структуры в округе его люди расправились с семьёй Лэй, а теперь он желает покончить с эскортом «Летающий дракон». В последовавшей схватке члены эскорта погибают.
Цзиньчуань отправляется к Цянь-цянь, чтобы сообщить, что Сяо Лэй определённо мёртв. Предложив девушке жениться, губернатор получает её согласие.
В горном домике, где содержится Сяо Лэй, прислуга сообщает Цяньянь, что подопечный не ест, не пьёт и не говорит. Глава Пчёл информирует Сяо Лэя о смерти Четвёртого Дракона и о готовящейся свадьбе Цянь-цянь с Цзиньчуанем. Парень пытается сбежать, но Цяньянь избивает его, пригрозив ему свободой в случае его победы в схватке над ней. После тренировки первая попытка заканчивается тем, что Сяо Лэй проглатывает раскалённый уголь. Вторая попытка приводит к ожогу лица. Из-за провала на третьей попытке Сяо Лэй без колебаний выпивает вино, в котором, по словам Цяньянь, яд. Девушка признаётся, что вместо яда парень выпил её кровь, которая даёт испившему её дополнительные способности, а затем даёт ему карту и позволяет уйти.
Сяо Лэй проходит в резиденцию губернатора под видом доставщика риса. Юноша появляется перед Цзиньчуанем во время его беседы с невестой с намерением отомстить за Четвёртого Дракона. В результате продолжительной схватке Сяо Лэй одолевает противника удушением. Цянь-цянь просит победителя взять её с собой. Цяньянь, путешествуя на лошади, вспоминает слова Сяо Лэя, что он никогда её не забудет.

## В ролях
| Актёр/актриса | Персонаж и его описание                                  |
| Джеки Чан     | Сяо Лэй / Лэй Шаофэн                                     |
| Сюй Фэн       | предводительница клана Пчёл Дин Цяньянь                  |
| Син Ил Лён    | близкий друг Сяо Лэя Цзиньчуань                          |
| Юй Линлун     | возлюбленная Сяо Лэя Цянь-цянь                           |
| Джордж Ван    | глава эскорта «Летающий дракон» Четвёртый Дракон (камео) |
| Тун Линь      | помощник Четвёртого Дракона Оуян Цзи                     |
| Ма Цзи        | отец Сяо Лэя Лэй Цифэн                                   |
| Цзян Цинся    | мать Сяо Лэя                                             |
| Чэнь Хуэйлоу  | старик из клана Кровавого дождя                          |
| Ли Вэньтай    | член эскорта «Летающий дракон»                           |